# B. Alan Wallace

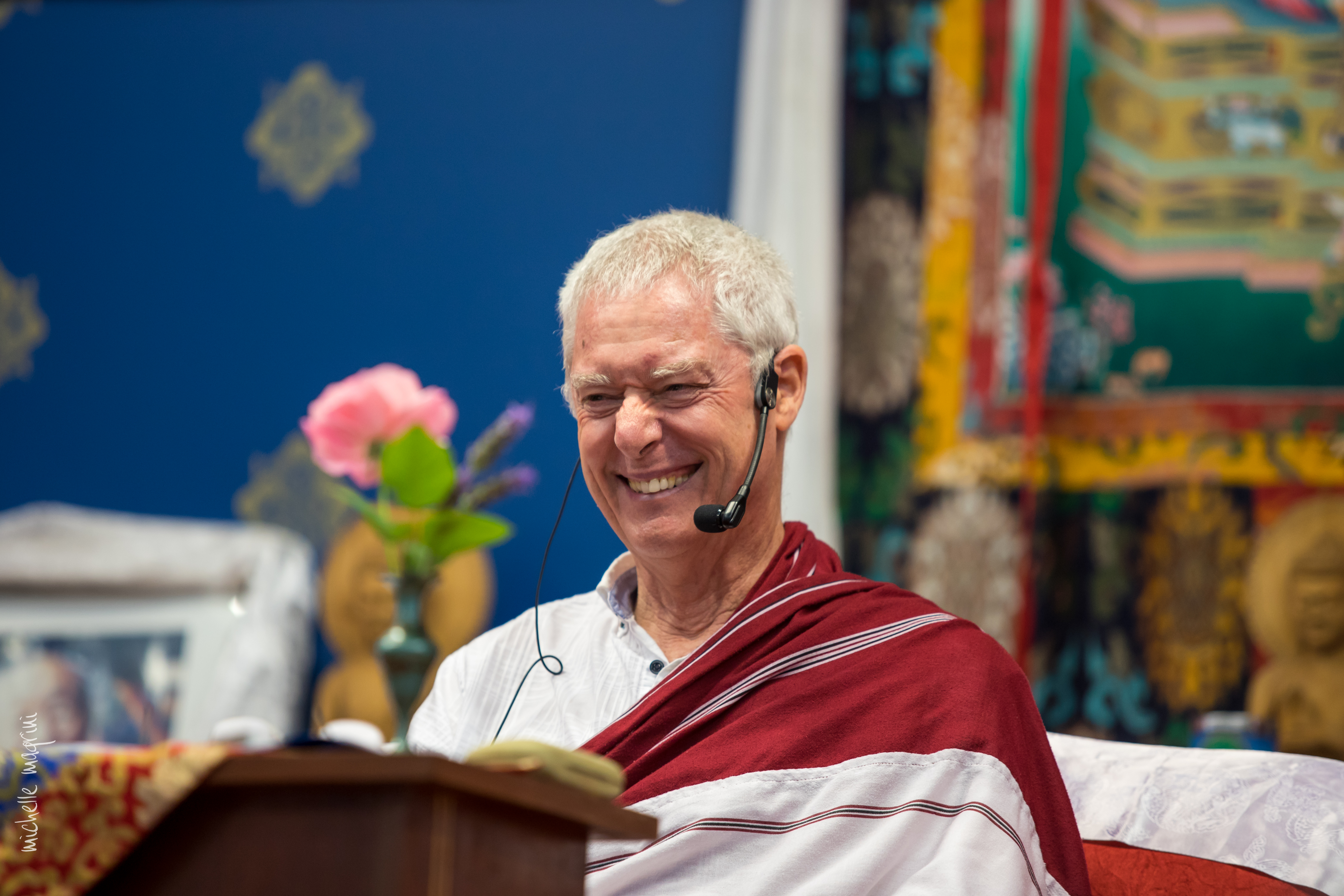
B. Alan Wallace

Bruce Alan Wallace (geboren am 17. April 1950) ist ein amerikanischer Gelehrter und Lehrer des tibetischen Buddhismus. Seine Bücher behandeln asiatische und abendländische wissenschaftliche, philosophische und kontemplative Untersuchungsmethoden, die sich häufig auf die Beziehungen zwischen Wissenschaft und Buddhismus beziehen. Er ist Gründer des Santa Barbara Institute for Consciousness Studies.

## Kindheit, Jugend und Ausbildung
Wallace wurde in eine Familie von strenggläubigen Christen hineingeboren. Sein Vater war ein Baptisten-Theologe. Mit 13 Jahren entwickelte er eine Leidenschaft für die Wissenschaft, speziell für die Ökologie, inspiriert von einer Naturwissenschaftslehrerin.  Mit 18 Jahren schrieb er sich an der University of California, San Diego, ein. Wallace begann 1970 sein Studium der tibetischen Sprache und des Buddhismus an der Universität Göttingen und setzte sein Studium in Dharamsala, Indien, fort, wo er 1975 von S.H. dem Dalai Lama zum buddhistischen Mönch ordiniert wurde.

## Werdegang
Wallace setzte sein Studium fort und begann von 1975 bis 1979 am Institut für Höhere Tibetische Studien in Mont Pèlerin, Schweiz, zu lehren und widmete sich dann vier Jahre lang der Meditation in Vollzeit. 1987 war er Teilnehmer und Dolmetscher der ersten Mind and Life Conference und setzte diese Funktion bis 2009 fort.
1987 erlangte Wallace einen B.A. in Physik, Wissenschaftsphilosophie und Sanskrit am Amherst College, gefolgt von einem Ph.D. in Religionswissenschaften an der Stanford University. Seine Dissertation hatte das Thema der Kultivierung einer nachhaltigen freiwilligen Aufmerksamkeit im indisch-tibetischen Buddhismus zum Gegenstand. Er lehrte vier Jahre lang im Fachbereich Religionswissenschaft der University of California in Santa Barbara.
Wallace gründete 2003 das Santa Barbara Institute for Consciousness Studies, das sich der Aufgabe widmet, die wissenschaftliche und kontemplative Erforschung des Bewusstseins zu integrieren. Zusammen mit Clifford Saron entwickelte Wallace das Shamatha-Projekt bei dem 60 Personen 3 Monate lang an einem Meditationsretreat teilnahmen, bei dem Wallace als Lehrer und Saron als wissenschaftlicher Leiter der Studie fungierten. Forschungsergebnisse über die Auswirkungen auf Aufmerksamkeit, Emotionen und Wohlbefinden sowie auf Biomarker wurden in vielen wissenschaftlichen Fachzeitschriften veröffentlicht.
Seit 1976 lehrt Wallace weltweit ein breites Spektrum buddhistischer Meditationen, ist als Dolmetscher für viele bedeutende tibetische Lamas tätig gewesen, darunter S.H. dem Dalai Lama, und wirkt an der Schnittstelle zwischen traditionellen Formen der buddhistischen Meditation und den Geisteswissenschaften. Seit 2010 leitet Wallace 8-wöchige Retreats, um Studierende in den meditativen Praktiken von Shamatha, den vier Unermesslichkeiten, Vipashayana und Dzogchen zu schulen. Wallace ist die treibende Kraft hinter der Entstehung und Entwicklung des Zentrums für kontemplative Forschung in der Toskana, Italien. Das Ziel ist es in Zusammenarbeit von Kontemplativen und Wissenschaftlern, die meditativen Erfahrungen aus der Perspektive der ersten Person mit den Methoden der Wissenschaft, die aus der Perspektive der dritten Person gewonnen werden, zu verbinden.

## Ausgewählte Werke

### Bücher über Buddhismus und Naturwissenschaften

#### In Englisch
- Meditations of a Buddhist Skeptic: A Manifesto for the Mind Sciences and Contemplative Practice, New York: Columbia University Press, 2011
- Mind in the Balance: Meditation in Science, Buddhism, and Christianity. New York: Columbia University Press, 2009 (Auch erschienen in portugiesischer, italienischer, spanischer niederländischer und tibetischer Übersetzung)
- Embracing Mind: The Common Ground of Science and Spirituality. Co-authored with Brian Hodel. Boston: Shambhala Publications, 2008 (Auch erschienen in niederländischer und spanischer Übersetzung)
- Hidden Dimensions: The Unification of Physics and Consciousness. New York: Columbia University Press, 2007 (Auch erschienen in deutscher, niederländischer, italienischer, portugiesischer und tibetischer Übersetzung)
- Contemplative Science: Where Buddhism and Neuroscience Converge. New York: Columbia University Press, 2007 (Auch erschienen in portugiesischer, koreanischer und thailändischer Übersetzung)
- Buddhism and Science: Breaking New Ground. Edited by B. Alan Wallace. New York: Columbia University Press, 2003
- The Taboo of Subjectivity: Toward a New Science of Consciousness. New York: Oxford University Press, 2000
- Consciousness at the Crossroads: Conversations with the Dalai Lama on Brain-science and Buddhism. Edited by B. Alan Wallace, Zara Houshmand & Robert B. Livingston. Ithaca: Snow Lion, 1999 (Auch erschienen in niederländischer, portugiesischer, koreanischer, spanischer, französischer, chinesischer und italienischer Übersetzung)
- Choosing Reality: A Buddhist View of Physics and the Mind. Revised edition. Ithaca: Snow Lion Publications, 1996. Re-edition of Choosing Reality: A Contemplative View of Physics and the Mind. Boston: Shambhala Publications, 1989 (Auch erschienen in französischer und koreanischer Übersetzung)

#### In Deutsch
- Physik und Bewusstsein: Ein Ansatz zur subjektiven Erkenntnis der Wirklichkeit, Deutsche Erstausgabe der englischen Originalausgabe: Hidden Dimensions. Crotona Verlag, 2018

### Bücher über tibetischen Buddhismus

#### In Englisch
- Open Mind: View and Meditation in the Lineage of Lerab Lingpa, Somerville, MA Wisdom Publications, 2017
- Dudjom Lingpa’s Visions of the Great Perfection, Volumes 1-3, Somerville, MA: Wisdom Publications, 2015
- Dreaming Yourself Awake: Lucid Dreaming and Tibetan Dream Yoga for Insight and Transformation, Boston: Shambhala Publications, 2012
- Stilling the Mind: Shamatha Teachings from Düdjom Lingpa's Vajra Essence, Boston: Wisdom Publications, 2011
- Fathoming the Mind: Inquiry and Insight in Düdjom Lingpa's Vajra Essence. Boston: Wisdom Publications, 2018
- Minding Closely: The Four Applications of Mindfulness, Ithaca, NY: Snow Lion Publications, 2011
- The Attention Revolution: Unlocking the Power of the Focused Mind. Foreword by Daniel Goleman. Boston: Wisdom Publications, 2006 (Auch erschienen in chinesischer, katalanisher, italienischer, deutscher, indonesischer, portugiesischer, rumänischer, spanischer und mongolischer Übersetzung)
- Genuine Happiness: Meditation as a Path to Fulfillment. Hoboken, NJ: John Wiley & Sons, 2005 (Auch erschienen in spanischer und russischer Übersetzung)
- Buddhism with an Attitude: The Tibetan Seven-Point Mind-Training. Ithaca, NY: Snow Lion Publications, 2001 (Auch erschienen in niederländischer, italienischer, finnischen, spanischen und, portugiesischer Übersetzung)
- The Four Immeasurables: Practices to Open the Heart. Ithaca, NY: Snow Lion Publications, 2010. Re-edition of The Four Immeasurables: Cultivating a Boundless Heart, 2004; re-edition of Boundless Heart: The Four Immeasurables, 1999 (Auch erschienen in italienischer, französischer und niederländischer Übersetzung)
- Balancing the Mind: A Tibetan Buddhist Approach to Refining Attention. Ithaca, NY: Snow Lion Publications, 2005. New edition of The Bridge of Quiescence: Experiencing Tibetan Buddhist Meditation. Chicago: Open Court Press, 1998
- Tibetan Buddhism From the Ground Up. Boston: Wisdom Publications, 1993 (Auch erschienen in italienischer, portugiesischer, niederländischer und koreanischer Übersetzung)
- The Seven-Point Mind Training. Ithaca, NY: Snow Lion Publications, 2004. Re-edition of A Passage from Solitude: A Modern Commentary on Tibetan Buddhist Mind Training. Ithaca, NY: Snow Lion Publications, 1992 (Auch in italienischer Übersetzung)
- Tibetan Tradition of Mental Development. Geshe Ngawang Dhargyey. Sherpa Tulku, trans. Dharamsala: Library of Tibetan Works & Archives, 1974, 1976, 1978; rev. eds. 1985 & 1992 (Also published in Italian translation)
- Spoken Tibetan. Co-authored with Kerrith McKenzie. Mt. Pèlerin, Switzerland: Center for Higher Tibetan Studies, 1985

#### In Deutsch
- Die Achtsamkeitsrevolution: Aktivieren Sie die Kraft der Konzentration. Deutsche Erstausgabe der englischen Originalausgabe: The Attention Revolution. Frankfurt am Main, O.W. Barth, 2008
- Die befreiende Kraft der Aufmerksamkeit: Ein Training. Überarbeitete Neuausgabe der deutschen Erstausgabe unter dem Titel: Die Achtsamkeitsrevolution (s. o.), Edition Steinrich, 2012